# Posjärv
Posjärv är en sjö i Överkalix kommun i Norrbotten och ingår i Sangisälvens huvudavrinningsområde. Sjön har en area på 0,479 kvadratkilometer och ligger 110 meter över havet.

## Delavrinningsområde
Posjärv ingår i det delavrinningsområde (738671-182595) som SMHI kallar för Inloppet i Miekojärvi. Medelhöjden är 131 meter över havet och ytan är 34,72 kvadratkilometer. Räknas de 6 avrinningsområdena uppströms in blir den ackumulerade arean 144,31 kvadratkilometer. Avrinningsområdets utflöde Sangisälven (Raitajoki) mynnar i havet. Avrinningsområdet består mestadels av skog (69 procent) och sankmarker (20 procent). Avrinningsområdet har 0,48 kvadratkilometer vattenytor vilket ger det en sjöprocent på 1,4 procent.